# یواس‌اس سالامائوآ (سی‌وی‌ئی-۹۶)
یواس‌اس سالامائوآ (سی‌وی‌ئی-۹۶) (به انگلیسی: USS Salamaua (CVE-96)) یک کشتی بود که طول آن ۵۱۲ فوت ۳ اینچ (۱۵۶٫۱۳ متر) بود. این کشتی در سال ۱۹۴۴ ساخته شد.